# La Cage (Vaughn-James)
Pour les articles homonymes, voir Cage (homonymie).
Ne doit pas être confondu avec Cages.
La Cage est une bande dessinée de Martin Vaughn-James inspirée par le Nouveau Roman.

### Documentation
- Paul Gravett (dir.), « De 1970 à 1989 : La Cage », dans Les 1001 BD qu'il faut avoir lues dans sa vie, Flammarion, 2012 (ISBN 2081277735), p. 364.
- Thierry Groensteen, La Construction de La Cage : Autopsie d'un roman visuel, Bruxelles, Les Impressions nouvelles, 2002 (ISBN 2-906131-42-3).